# Herman Moll
Herman Moll (1654? – 22. září 1732 Londýn) byl barokní rytec, kartograf a vydavatel, který působil v Londýně.

## Život
Kde se Herman Moll narodil, není známo, za rok narození se pokládá 1654. Roku 1678
se přestěhoval do Anglie a otevřel si obchod s knihami a mapami v Londýně. Studoval zde mapy ostatních kartografů a podle nich pak tvořil své vlastní. Protože věnoval tolik času nizozemské kartografii a ve svých pozdních letech navštívil Nizozemsko, mnozí předpokládali, že se narodil v Amsterdamu nebo v Rotterdamu. Jméno "Moll" se však objevuje i v severním Německu, což naopak může naznačovat německý původ. Studie Dennise Reinharta předpokládá, že Moll pocházel z Brém, a i jiné novější práce předpokládají Německo.

### Londýn
Moll vytvořil své první mapy podle předloh kartografů jako byli John Senex a Emanuel Bowen a předpokládá se, že je prodával ve stáncích v různých částech Londýna. Od roku 1688 měl obchod ve Vanley's Court v tzv. "London Blackfriars". Mezi lety 1691 a 1710 se jeho podnik nacházel na rohu Spring Gardens a Charing Cross, po roce 1710 se přesunul podél Temže na ulici Beech Street, kde zůstal až do jeho smrti.
V devadesátých letech 17. století Moll pracoval hlavně jako rytec pro Christophera Browneho, Roberta Mordena a Lea, v jehož podniku se také podílel. V této době vydal také svou první samostatnou, nezávislou práci pod názvem Thesaurus Geographicus. Úspěch této práce pravděpodobně ovlivnil jeho rozhodnutí začít publikovat své vlastní mapy.

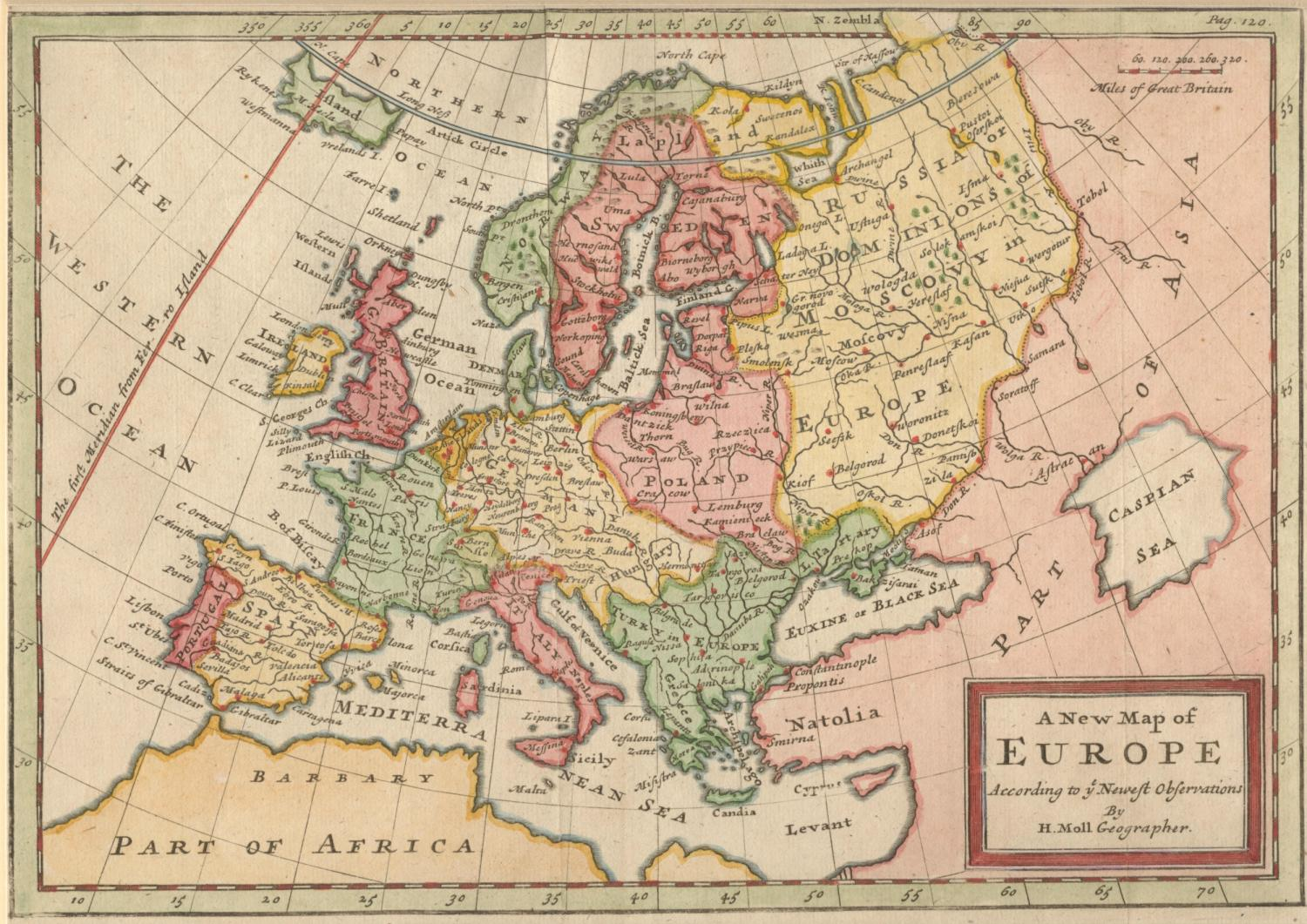
A New Map of Europe According to the Newest Observations (1721).

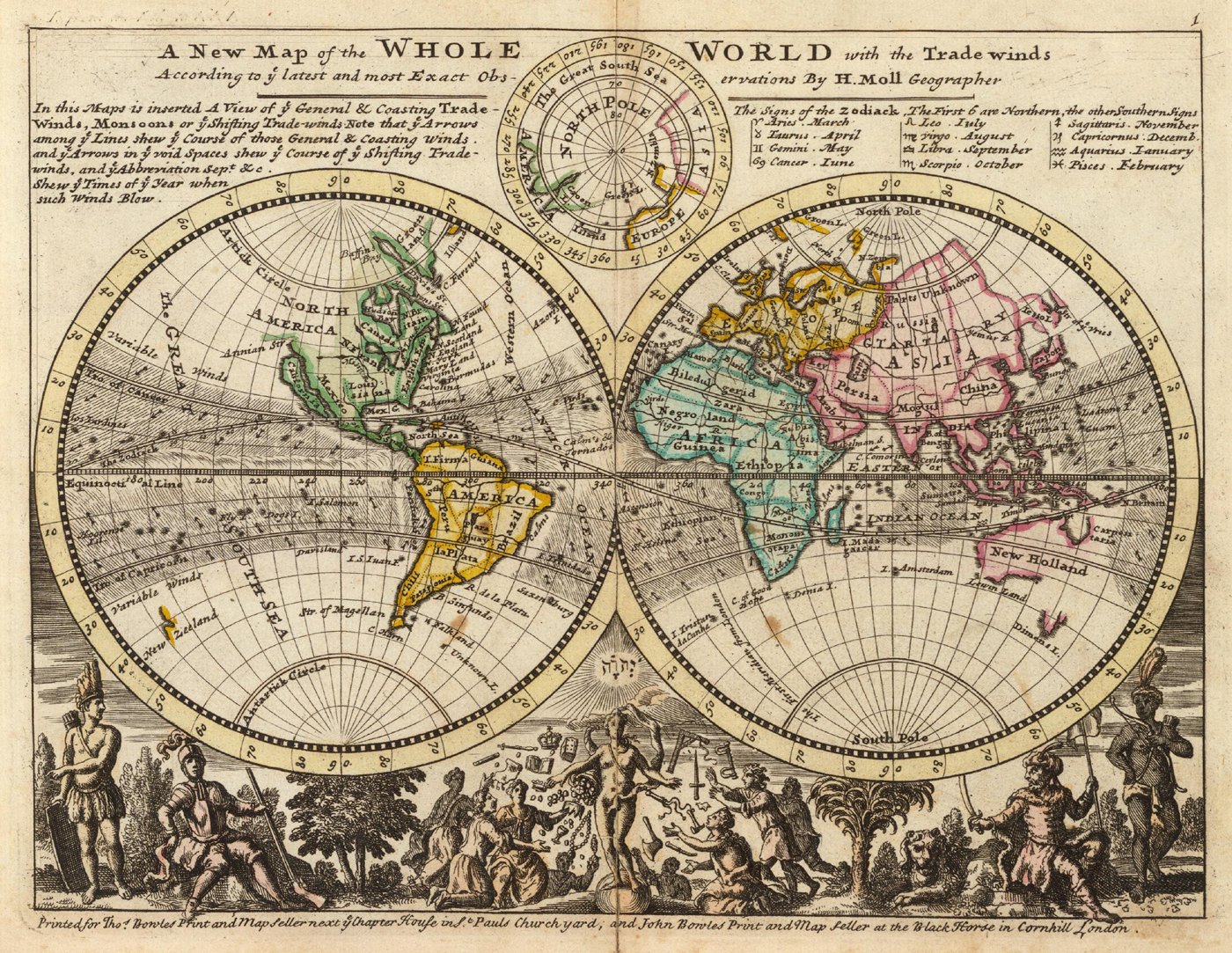
A new map of the whole world with the trade winds (1736).

## Nezávislý vydavatel
Nová mapa Evropy podle nejnovějších poznatků (1721).
Nová mapa světa s obchodními směry (1736).
V roce 1701 publikoval dílo „Systém geografie“, první z větších vlastních prací. Přestože neobsahovala žádné zásadní změny oproti jeho předchozím dílům, pomohla mu prosadit se jako samostatný kartograf. V průběhu let mělo toto dílo i jednotlivé mapy vliv i na jiné vydavatele, kteří je často kopírovali a vydávali znovu.
V následujících letech vydal několik svazků včetně 56 nových a přesných map Velké Británie a knihy map Britských ostrovů. Pak přišla “Kompletní geografie“, která byla aktualizací „Systému geografie“. Vydal 42 monochromatických map bez obvyklého textu, protože když nepoužíval obvyklé barvy, mohl je vyrábět s podstatně nižšími náklady než jeho konkurenti a tiskl je v mnoha nových vydáních. V roce 1711 začal vydávat Atlas Geographus, který vycházel každý měsíc až do roku 1717 a nakonec tvořil pět svazků. Zahrnoval úplné zeměpisné zobrazení celého světa na mapách s barevným rozlišením a ilustracemi. Stejně jako jeho předchozí práce posloužil později i „Atlas Geographus“ jako předloha pro jiná díla.
V roce 1710 začal vyrábět dokonale vypracované kapesní globusy. Ve větším otvíracím byl druhý menší. Roku 1715 vydal „The World Described“, sbírku třiceti velkých oboustranných map, která se dočkala mnoha vydání. Na těchto mapách je zřejmě vidět Hermanovu ryteckou dovednost. Vázaly se zprvu samostatně a později prodávaly ve formě atlasu jako společný podnik mnoha dalších vydavatelů.
V této řadě vyšla i dvě z nejslavnějších Hermanových map, jednak "Nová a velmi přesná mapa panství krále Velké Británie" a za druhé "Mapa Severní Ameriky vytvořená podle nejnovějších a nejpřesnějších pozorování". Obě vynikaly pečlivě propracovanými ilustracemi a jsou dnes známé jako “Bobří mapa“ a "Tresčí mapa“. Jako u většiny svých děl Herman použil tyto mapy k propagaci a podpoře britských politických sporů o území tehdejší doby.
V rohových kartuších "Tresčí mapy" je znázorněn lov na tresky u pobřeží Newfoundlandu i jejich zpracování pro dopravu do Evropy. Už od počátku 16. století byl lov na tresky důležitým hospodářským faktorem pro evropské koloniální mocnosti. V době vydání díla byl jedním z hlavních témat sporů v Severní Americe mezi Francií a Anglií. Atlantský oceán byl pro Molla „moře britské říše“ a zdůraznil také, že Britové považují právo rybolovu u pobřeží Newfoundlandu za své. Ze stejné sbírky v mapě „West India“, napsal do jihozápadního rohu Caroliny slova "Španělská pevnost opuštěná" a "Dobrá země". Na mnoha severoamerických mapách, včetně Bobří mapy, věnoval hodně pozornosti hlavním přístavním ulicím, protože tušil, že je to vhodný detail pro infrastrukturu, který je velmi důležitý pro další rozšíření Anglie.

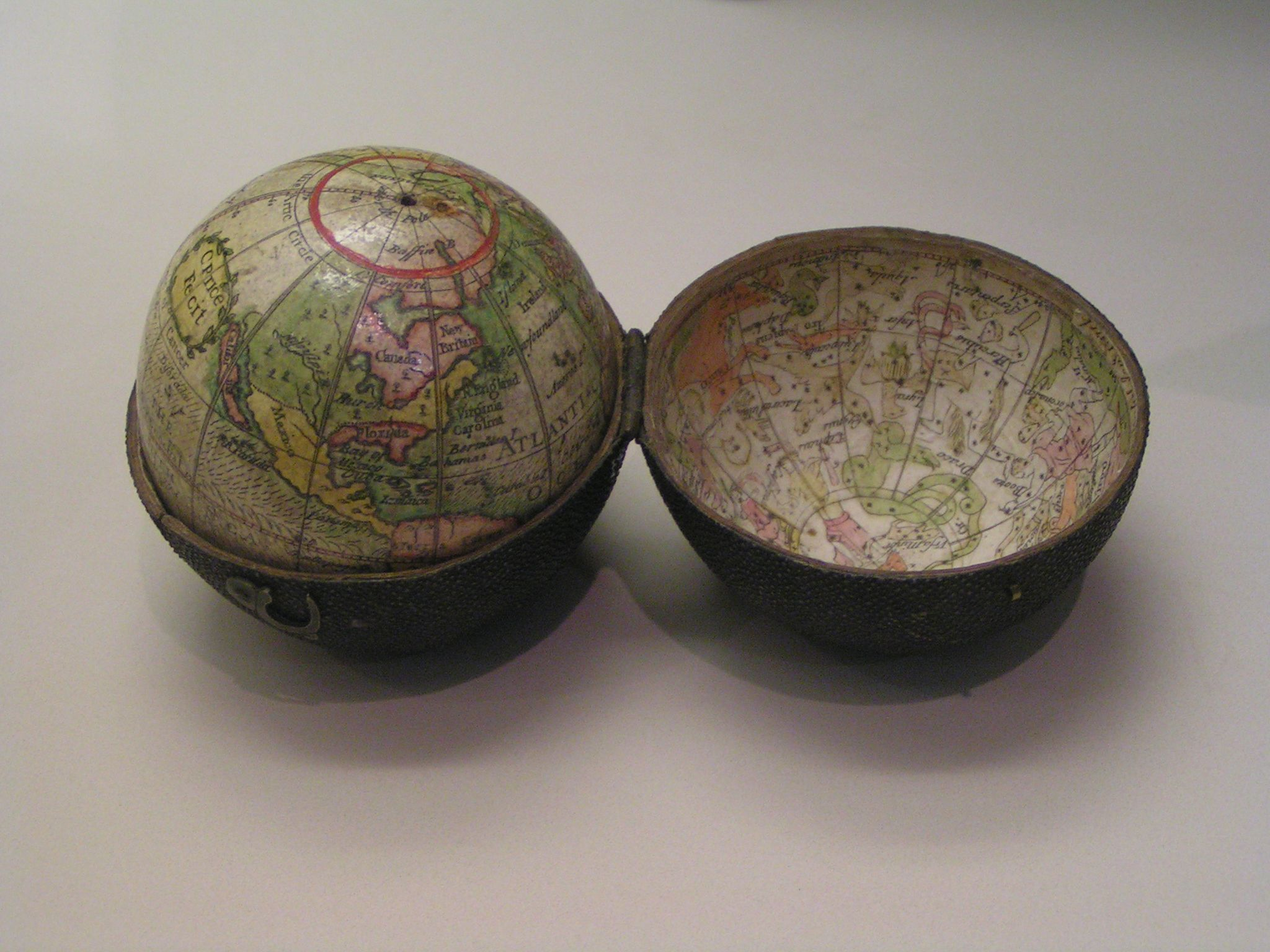
Kapesní globus Mollova typu s vyznačením cest Williama Dampiera.

Mollovy mapy byly za jeho života i po smrti velmi vlivné a dodnes patří mezi sběratelsky nejvyhledávanější rytiny v historii kartografie.

## Současníci
Herman Moll se intenzivně účastnil intelektuálního života své doby. Měl přátelské styky s Robertem Boylem a Williamem Dampierem, které patrně zprostředkovala Královská společnost. Jeho kamarádství s Dampierem bylo pro ně oboustranně výhodné. Díky němu měl Herman Moll přístup k nejnovějším datům z pozorování z mnoha cest Dampierů, díky čemuž se stal prvním kdo vykreslil přesně velké proudy oceánů. Naopak ty nejprodávanější Dampierovy knihy ilustroval Moll.
Další, s nímž si Herman Moll vyměňoval myšlenky a pro koho poskytoval ilustrace a mapy byl Daniel Defoe. Jiný Mollův přítel, Jonathan Swift, ho dokonce zmínil ve slavné knize "Guliverovy cesty" s poznámkou Lemuella Gullivera ve 4. kapitole, jedenáctá část: „Do sedmi hodin jsem dorazil na jihovýchodním místě New Holland, kde podle mého názoru je na mapách tohle místo zaneseno o tři stupně na východ, než je tomu ve skutečnosti, což jsem před mnoha lety diskutoval s mým přítelem, panem Hermanem Mollem a dodal jsem mu k tomu dostatečné důkazy, navzdory tomu se rozhodl následovat ostatní autory a nechal jej vykresleno podle nich.“

## Smrt a dědictví
Podle nekrologu "Gentleman's Magazine" Herman Moll zemřel 22. září 1732.

## Všechna díla
•	Thesaurus Geographicus (1695)
•	The History of the Republic of Holland (1705)
•	Fifty-Six new and accurate Maps of Great Britain (1708)
•	The Complete Geographer (1709)
•	Atlas Manual (1709)
•	Atlas Geographus (1711–1717)
•	The World Described (1715)
•	Atlas Minor (1719)
•	Thirty two new and accurate Maps of the Geography of the Ancients (1721)
•	Roads of Europe (1732)

## Galerie

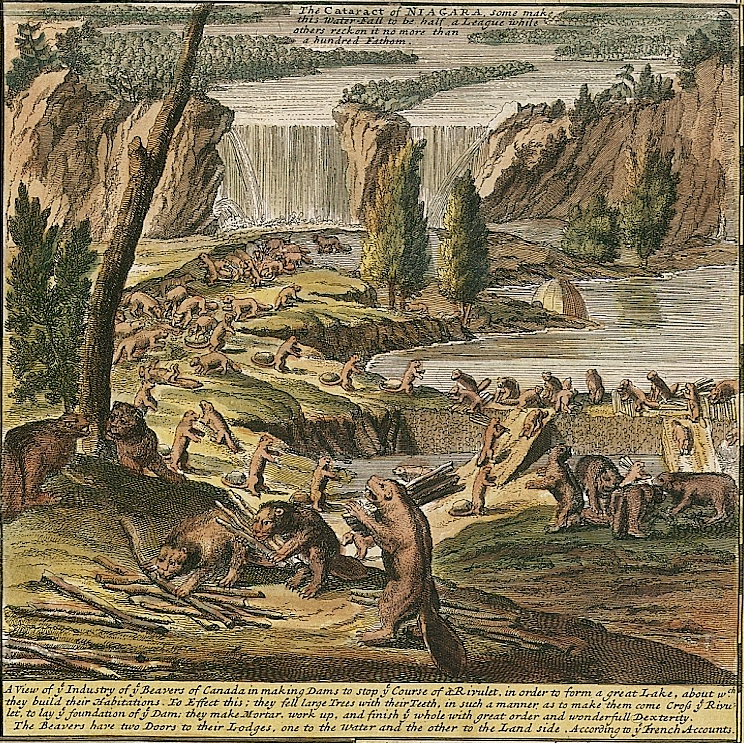
Obrázek z Mollovy "Bobří mapy" z knihy The World Described, kopie obrázku z mapy Nicolase de Fer
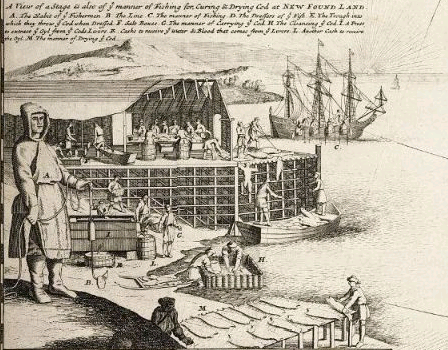
Obrázek z Mollovy "Tresčí mapy" z knihy The World Described
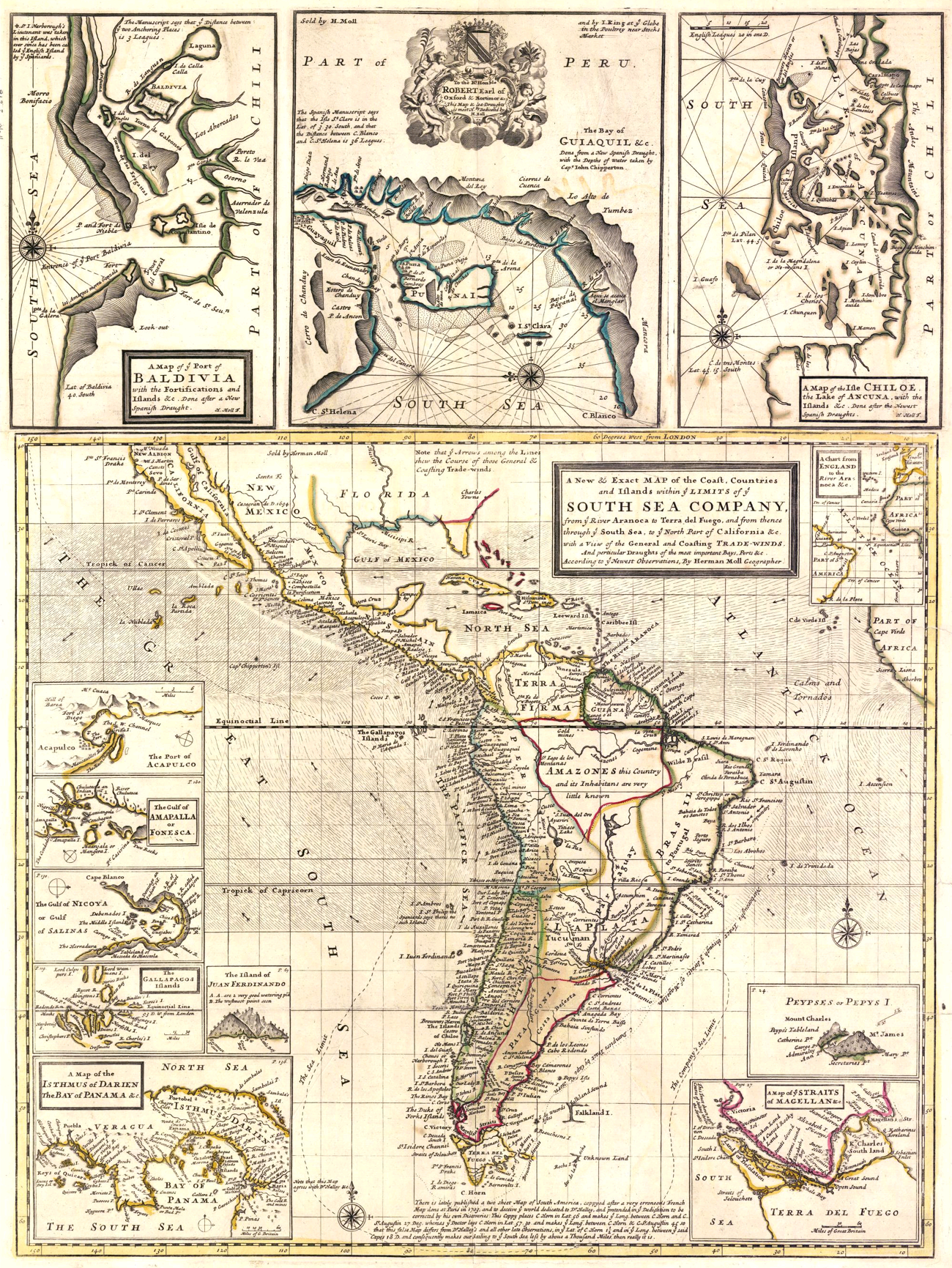
Mollova Nová a přesná mapa pobřeží, zemí a ostrovů v oblasti Jihomořské společnosti Londýn 1711 (1720)